# Moquiniastrum
Moquiniastrum je rod glavočika smješten u tribus Gochnatieae, dio potporodice Gochnatioideae. Pripadaju mu 22 vrste grmova iz Južne Amerike.

## Vrste
1. Moquiniastrum argentinum (Cabrera) G.Sancho
2. Moquiniastrum argyreum (Dusén ex Malme) G.Sancho
3. Moquiniastrum barrosoae (Cabrera) G.Sancho
4. Moquiniastrum blanchetianum (DC.) G.Sancho
5. Moquiniastrum bolivianum (Rusby) G.Sancho
6. Moquiniastrum cinereum (Hook. & Arn.) G.Sancho
7. Moquiniastrum cordatum (Less.) G.Sancho
8. Moquiniastrum densicephalum (Cabrera) G.Sancho
9. Moquiniastrum discolor (Baker) G.Sancho
10. Moquiniastrum floribundum (Cabrera) G.Sancho
11. Moquiniastrum gardneri (Baker) G.Sancho
12. Moquiniastrum glabrum Roque, Neves & A.M.Teles
13. Moquiniastrum hatschbachii (Cabrera) G.Sancho
14. Moquiniastrum haumanianum (Cabrera) G.Sancho
15. Moquiniastrum mollissimum (Malme) G.Sancho
16. Moquiniastrum oligocephalum (Gardner) G.Sancho
17. Moquiniastrum paniculatum (Less.) G.Sancho
18. Moquiniastrum polymorphum (Less.) G.Sancho
19. Moquiniastrum pulchrum (Cabrera) G.Sancho
20. Moquiniastrum ramboi (Cabrera) G.Sancho
21. Moquiniastrum sordidum (Less.) G.Sancho
22. Moquiniastrum velutinum (Bong.) G.Sancho

## Sinonimi
- Spadonia Less.